# Wilcze Laski
Wilcze Laski (niem. Wulfflatzke) – wieś w Polsce położona w województwie zachodniopomorskim, w powiecie szczecineckim, w gminie Szczecinek. W miejscowości znajduje się dawne wojskowe lotnisko Wilcze Laski (pas, droga manewrowa, schrony ziemne dla samolotów i resztki schronów żołnierzy) dawniej znajdowała się tam piekarnia.

## Zabytki
- pałac[3].